# Ezidkhan

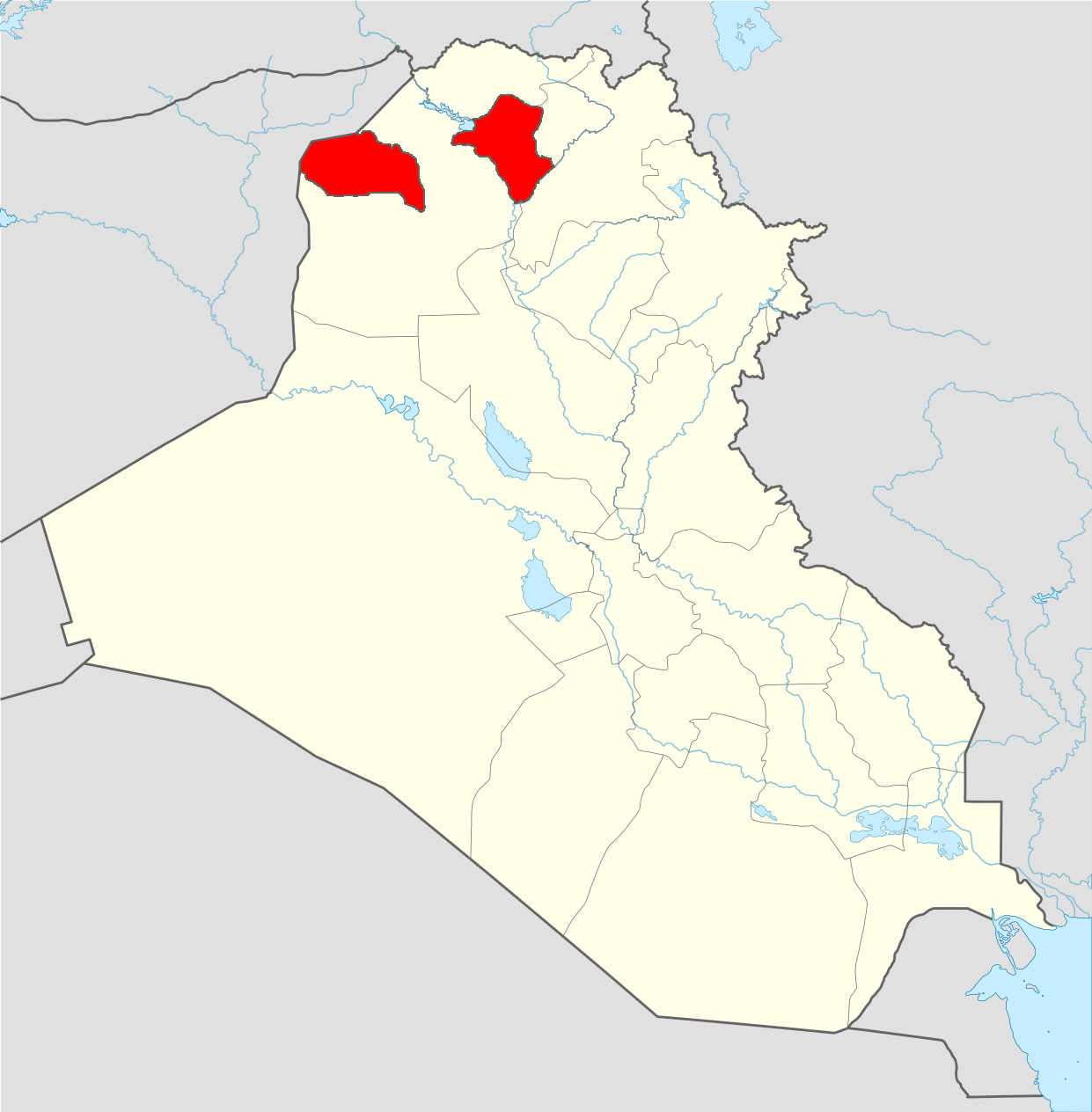
Mapa de Ezidkhan dentro de Irak (marcado en rojo).

Ezidkhan (Êzîdxan, en árabe: ايزيدخان‎, en español: Tierra de los Yazidis), encapsula las áreas históricas de asentamiento de los Yazidis. Incluye el distrito de Sinjar (ciudad de Sinjar, Khana Sor, Sinune, Zorava, Gohbal, Borek, Dohula, Dugure, Siba Sheij Khidir, Til Ezer, Kocho, etc.) y el distrito de Shekhan (ciudad de Shekhan, Ba'adra, Lalish, Hahad etc. .) Y también partes del distrito de Al-Hamdaniya (Bashiqa y Bahzani) y el distrito de Tel Keppe (Hatarah, Bozan, etc.) en la gobernación de Nínive en el norte de Irak.

## Referencias Históricas

Bandera no oficial utilizadas por algunos Yazidistas

## Locaciones Notables

Bandela de la Fuerza de Protección de Sinyar HPÊ